# Magnétite
Cet article possède un paronyme, voir Magnésite.
La magnétite  est une espèce minérale composée d'oxyde de fer(II,III), de formule Fe3O4 (parfois écrit FeO·Fe2O3), avec des traces de magnésium Mg, de zinc Zn, de manganèse Mn, de nickel Ni, de chrome Cr, de titane Ti, de vanadium V et d'aluminium Al. La magnétite est un matériau ferrimagnétique.
Les variétés riches en titane sont qualifiées de magnétites titanifères, ou plus souvent de titanomagnétites.
Des cristaux de magnétite peuvent être biominéralisés, c'est-à-dire biosynthétisés par certaines espèces vivantes, qui semblent pouvoir les utiliser pour s'orienter dans l'espace.

## Historique de la description et appellations

### Étymologie
La magnétite est connue depuis au moins l'âge du fer ; la première mention écrite date de Pline l'Ancien en 77 ; elle est décrite par Wilhelm Karl Ritter von Haidinger en 1845 ; son nom dérive de l'allemand Magnetit, mot lui-même dérivé du latin magnes, magnetis signifiant aimant et dérivant ultimement du nom de la province de Magnésie, riche en magnétite.

### Topotype
Magnésia, Thessalie (Grèce).

### Synonymie
- aimantine
- diamagnétite (Shepard 1852)[5]
- ferroferrite (le)[6]
- fer oxydé magnétique
- fer oxydulé (Dufrénoy 1845)[7]
- héraclion : la magnétite était abondante à Héraclée en Lydie[8]
- morpholite
- pierre d'aimant
- pierre du nord

## Caractéristiques physico-chimiques

### Propriétés physiques
HabitusElle forme des cristaux typiquement octaédriques, plus rarement dodécaédriques, exceptionnellement cubiques, qui peuvent atteindre près de 25 cm.
MagnétismeÀ une température de 580 °C (point de Curie), le magnétisme disparaît pour réapparaître ensuite en refroidissant. La rémanence est de l'ordre de 480 Gauss. Ce minéral est un conducteur électrique.

### Cristallochimie
- Elle forme une série avec la magnésioferrite et la jacobsite.
- Elle fait partie du groupe du spinelle

Le groupe du spinelle
Rassemble des espèces de structure similaire. Il existe plus de 20 espèces. La formule générique est XY2O4 où X représente un métal divalent (magnésium, fer, nickel, manganèse et/ou zinc) et Y un métal trivalent (aluminium, fer, chrome et/ou manganèse, titane).
- Chromite
- Franklinite
- Gahnite
- Magnésiochromite
- Minium
- Spinelle
- Magnétite et Maghémite

### Cristallographie

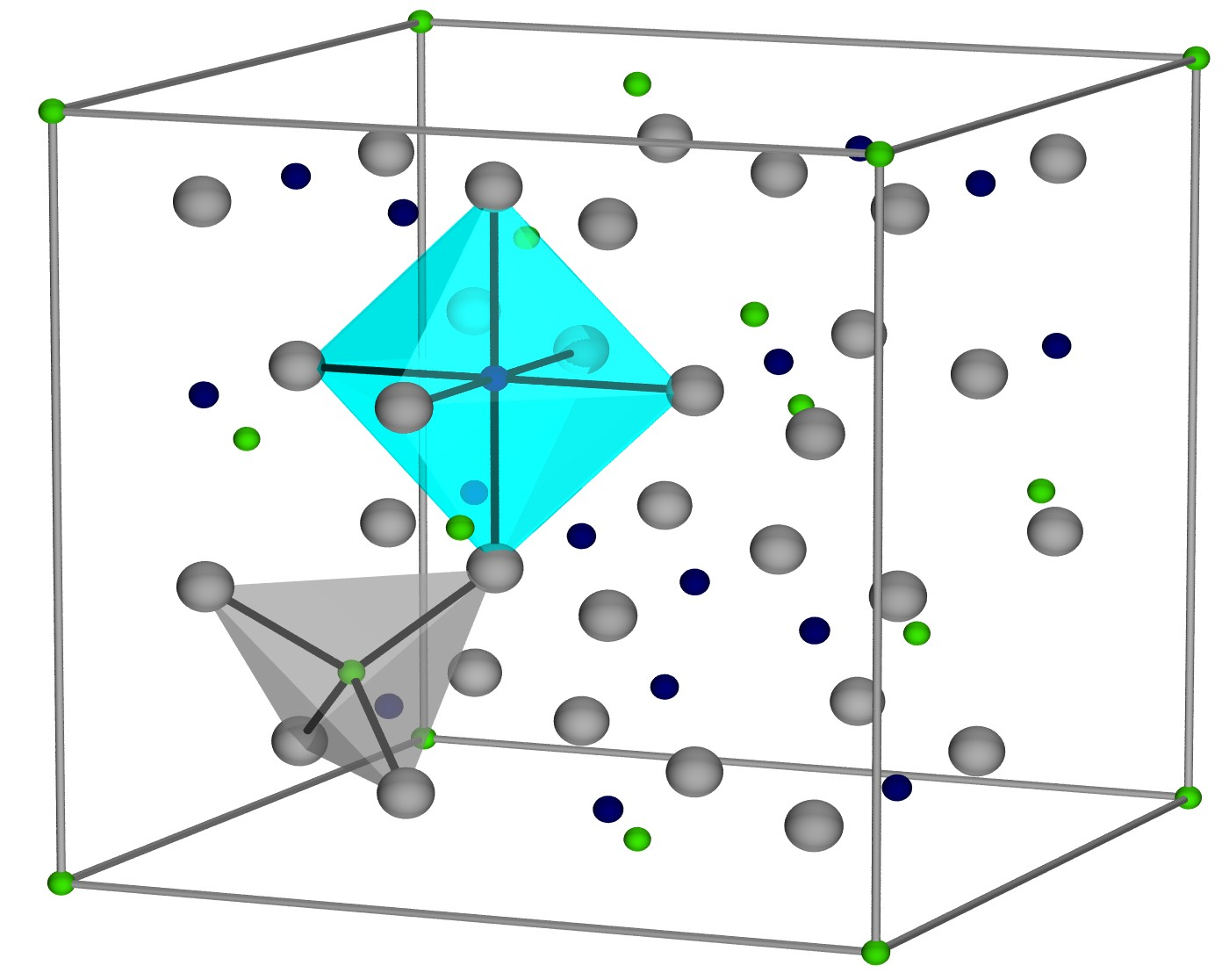
Structure cristalline de la Magnétite.

- Paramètres de la maille conventionnelle : {\displaystyle a} = 8,391 Å, ; Z = 8 ; V = 590,80 Å3
- Densité calculée = 5,21 g cm−3

## Gîtes et gisements

### Gîtologie et minéraux associés
Gîtologie
C'est un minéral ubiquiste commun, que l'on trouve dans de nombreux types de roches.
- Roches intrusives : dans les diorites et les gabbros, ainsi que dans leurs équivalents volcaniques (andésite et basalte).
- Roches métamorphiques : minéral classique dans les skarns, elle y est introduite par métasomatose dans les roches calcaires.
- Formations hydrothermales : elle peut y être présente comme minéral accessoire. Dans les fentes alpines, elle existe en très beaux échantillons (en Italie et en Suisse).
- Roches sédimentaires : la magnétite peut se rencontrer comme élément lourd détritique dans les sédiments ; des gisements de sables à magnétite sont exploités dans le nord de la Nouvelle-Zélande.
- Dépôt de fumerolles volcaniques : Vésuve et de l'Etna ; son faciès peut y être arborescent ou dendritique.
- Présent dans certaines météorites.

Minéraux associés
- Apatite, chromite, ilménite, rutile, et les silicates dans les roches intrusives.
- chalcopyrite, hématite pentlandite, pyrite, pyrrhotite, sphalérite, et les silicates dans les roches hydrothermales et métamorphiques
- hématite, quartz dans les roche sédimentaires.

### Gisements producteurs de spécimens remarquables
Il est présent dans la plupart des concentrés de batée des orpailleurs et peut être séparé aisément à l'aide d'un aimant. On le trouve aussi en Autriche dans des schistes verts où les cristaux peuvent dépasser facilement les 5 mm d'arêtes.
Des cristaux mal formés de 250 kg ont été trouvés à Faraday en Ontario au Canada et dans les pegmatites de Teete au Mozambique.

## Exploitation des gisements
Utilisations
- C'est l'un des principaux minerais de fer.
- Colorant : pigment primaire pour la terre d'ombre et la terre de Sienne.
- Principal composant de la poudre de ferrites utilisée pour la fabrication des aimants.
- Datation des coulées de laves du fait de ses propriétés ferrimagnétiques, la magnétite est utile en paléomagnétisme car elle enregistre les variations de l'orientation du champ magnétique terrestre. Grâce à la magnétite on a pu ainsi déterminer sur des coulées rapprochées qu'à chaque inversion du dipôle terrestre il y a une phase de transition de 1 000 ans où le champ magnétique peut s'inverser en 3 jours.
- Biologie : Selon des recherches réalisées par deux biologistes américains, Gould et Kirschvink, les cellules de l'être humain renferment des cristaux de magnétite, ce qui pourrait amener à comprendre les propriétés bio-électromagnétiques du corps humain[10]. On croyait à tort que le pigeon avait de la magnétite, présente à trois endroits bien distincts et en quantités différentes, à l'intérieur de son bec, ce qui l'aurait aidé à se diriger en vol[11]. Ces affirmations ont cependant été réfutées[12],[13].
- Élimination de l'arsenic dans l'eau[14]

## La magnétite et le vivant
De la magnétite est normalement présente sous forme de cristaux biominéralisés dans certains organes chez diverses espèces animales, où elle pourrait jouer un rôle dans le sens de l'orientation.

Chez l'humain on en a trouvé dans plusieurs zones du cerveau, dont les lobes frontaux, les lobes pariétaux, les lobes occipitaux et temporaux, mais aussi dans le tronc cérébral, le cervelet et les Ganglions de la base,.
Le fer s'y trouve sous trois formes : l'hémoglobine (circulant dans le sang), la ferritine (protéine) et en faible quantité sous forme de magnétite. Les zones du cerveau impliquées dans la fonction motrice contiennent généralement plus de fer,. L'hippocampe (zone du traitement de l'information, de l'apprentissage et de la mémoire) en contient aussi.
Une hypothèse (biomagnétisme), est que, comme de nombreux animaux, l'être humain a ou aurait conservé un sens magnétique relictuel, que certaines personnes douées d'un très bon sens de l'orientation utiliseraient inconsciemment, et ceci nécessiterait la présence de cristaux de magnétite (réagissant au champ magnétique terrestre). Les fonctions de la magnétite dans le cerveau sont encore incomprises.
Le fer est un oligoélément absolument vital, mais, à dose anormalement élevée dans le cerveau, la magnétite peut avoir des effets neurotoxiques, au moins en raison de sa nature chargée ou magnétique et de son implication dans le stress oxydatif ou la production de radicaux libres ; en effet il a été démontré que les plaques bêta-amyloïdes et la protéine Tau associées aux maladies neurodégénératives surviennent fréquemment après un stress oxydatif et la biominéralisation de fer dans le cerveau.
Le microscope électronique permet de très facilement distinguer les cristaux de magnétite, naturellement produits et stockés par les cellules du corps (cristaux aux formes complexes), de la magnétite provenant de la pollution atmosphérique (nanoparticules lisses et arrondies issues des pots d'échappement et des processus de combustion/incinération qui peuvent remonter jusqu'au cerveau le long du nerf olfactif, en augmentant la concentration de magnétite dans le cerveau et en y introduisant une forme anormale de magnétite),.
Des nanoparticules de magnétite inhalées pourraient aussi passer dans le sang via les poumons et passer au travers de la barrière hématoencéphalique. Des autopsies (d'enfants et adultes) ont montré que, dans les régions où l'air est très pollué (Mexico par exemple), le cerveau humain pouvait contenir un taux de particules de magnétite jusqu'à environ 100 fois plus élevé que la normale, et associé à une dégénérescence neuronale et à des maladies neurodégénératives plus ou moins graves selon les cas. Ce travail dirigé par la professeure Barbara Maher (Université de Lancaster) conclut à un lien causal (plausible, mais à confirmer avec la maladie d'Alzheimer) car en laboratoire les études suggèrent que des oxydes de fer de type magnétite sont une composante des plaques de protéines anormales qui se forment dans le cerveau des maladies d'Alzheimer.
Des taux anormaux de fer (fer magnétique notamment) ont été mesurés dans certaines zones du cerveau de patients victimes de la maladie d'Alzheimer. La surveillance de ces taux pourrait être un indicateur de perte de neurones et du développement de certaines maladies neurodégénératives, avant même l'apparition des symptômes, (en raison de la relation entre la magnétite et la ferritine).
Dans les tissus, la magnétite et la ferritine peuvent créer de petits champs magnétiques interagissant avec l'imagerie par résonance magnétique (IRM) en créant un contraste sur l'image.
La maladie de Huntington n'a jamais été associée à un niveau accru de magnétite, mais des niveaux élevés ont été trouvés dans le modèle animal (souris de laboratoire).